# Frankie and the wonderboys
Frankie and the wonderboys was een hardcore-rock-'n-rollband die in 2000 werd opgericht in het zuiden van Nederland. Op 13 maart 2012 was hun laatste optreden. Sindsdien is de band niet meer actief.

## Geschiedenis
De band is opgericht door Frank Kimenai, Marcel de Rijk en Zoltán Magyar . Deze leden speelden al in andere bands, maar wilden eigenlijk iets anders, iets meer raggen. Samen zouden ze onvervalste hardcore gaan spelen. In eerste instantie zou Zoltan gaan drummen, maar toen er geen zanger maar drummer Eustach Mutsaers voor de band werd gevonden is Zoltan gaan zingen. Toen Marcel de Rijk de band verliet, heeft Jeroen Hoefmans de fakkel van hem overgenomen. Hierna is het eerste album Frankies First (2001) opgenomen. In een rustige periode hierna heeft Frank de band verlaten. Corné Heijboer van de band Heartfelt heeft toen tijdelijk bij de band de basgitaar bespeeld. Toen bleek dat geluidstechnicus Mike de Kruijff inmiddels het gehele eerste album kon bassen, had de band zijn huidige basgitarist gevonden. Langzaam maar zeker is de band steeds meer Rock 'n Roll invloeden gaan gebruiken in de muziek. Alle leden van de band konden zich vinden in deze stijl, en dat is ook goed te horen op het laatste albums Fully Lubricated (2005) en All fired up (2009)

## Laatste bandleden
- Zoltán Magyar  - zang (ook zanger in The Architects Of Hate)
- Jeroen Hoefmans - (lead)gitaar
- Mike de Kruijff - basgitaar
- Jarno van osch - drums
- Jos Zijlmans - gitaar

## Voormalige bandleden
- Eustach Mutsaers - drums
- Corné Heijboer - basgitaar
- Martijn Hendrikx - basgitaar
- Frank Kimenai - basgitaar
- Marcel de Rijk - gitaar

## Albums
- Frankies First (2001)

1. I don't need you
2. The great seducer
3. Frankies first Date
4. lovegames
5. Demon woman
6. You Pay
7. I wanna know
8. One more time

- Fully lubricated (2005)

1. Intro
2. We're back
3. Love unlimited
4. Turbo boost it baby
5. Burning rubber
6. Big air
7. Rebel Girl

- All fired up (2009)

1. The sunset boulevard mooners club
2. No one died
3. Get it on
4. Daisy
5. Speedqueen
6. Rusty old ride
7. Twisted
8. Keep on rocking
9. Home
10. Johnny be goode